# Parapercis

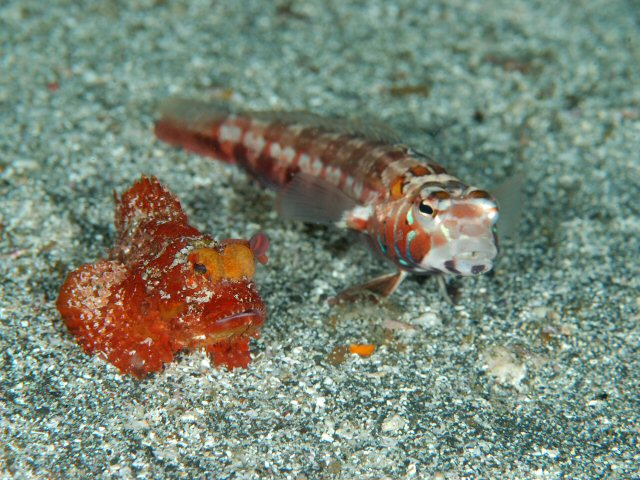
Scorpaenopsis cotticeps i Parapercis pulchella

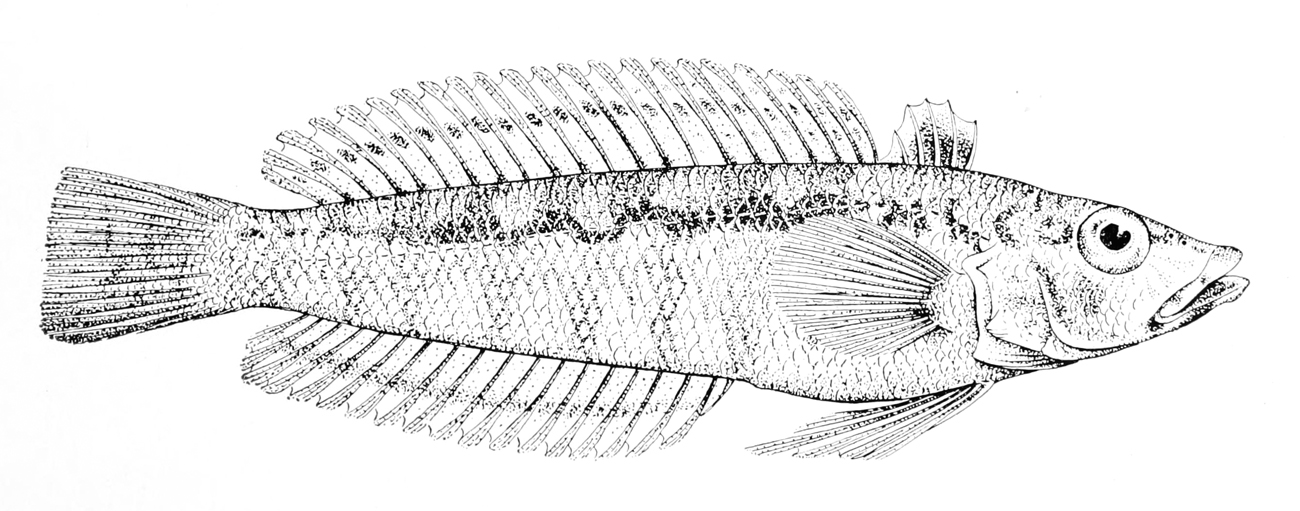
Parapercis haackei

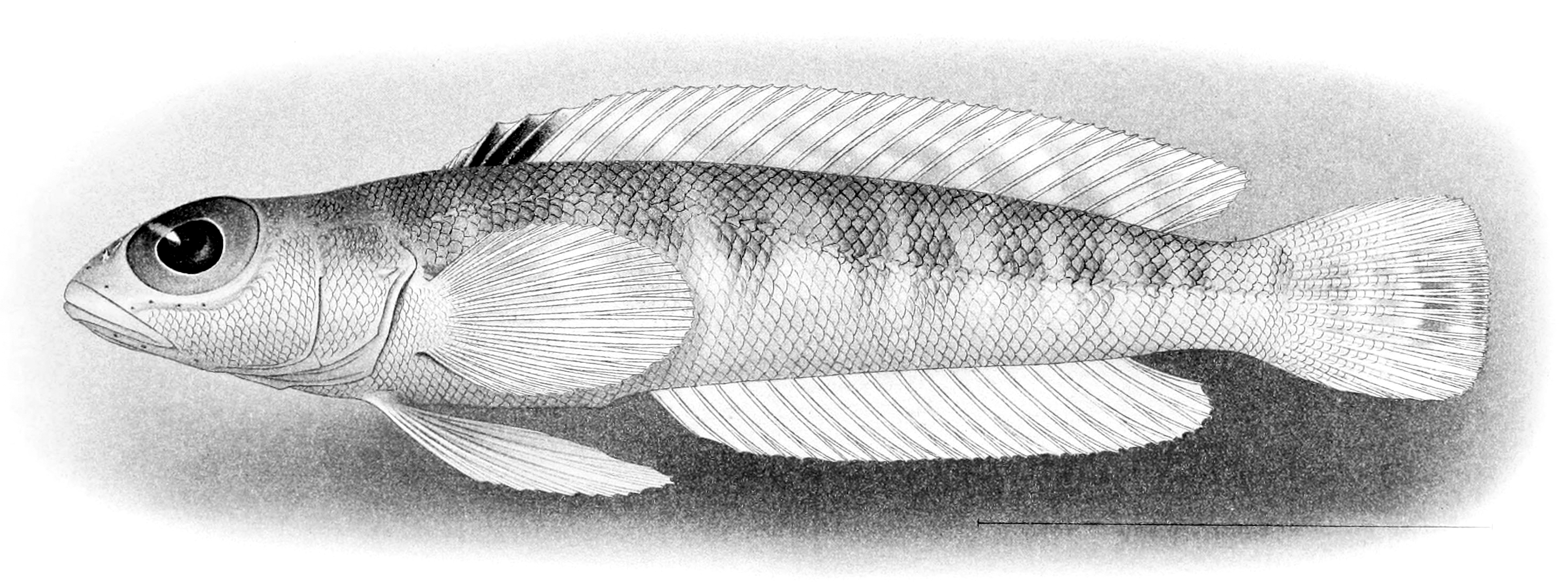
Parapercis roseoviridis

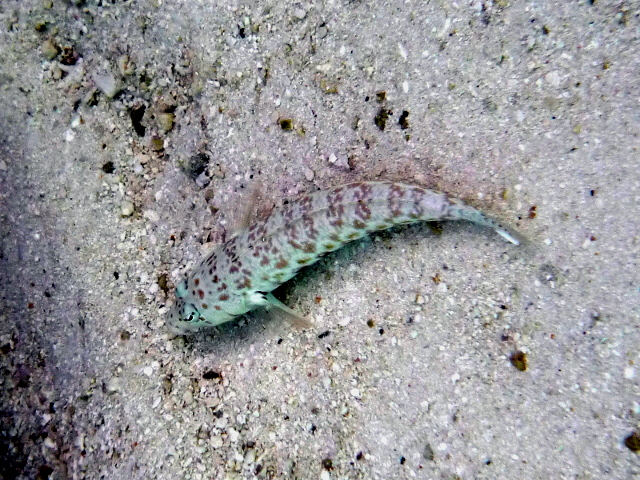
Parapercis millepunctata fotografiat a les illes Maldives.

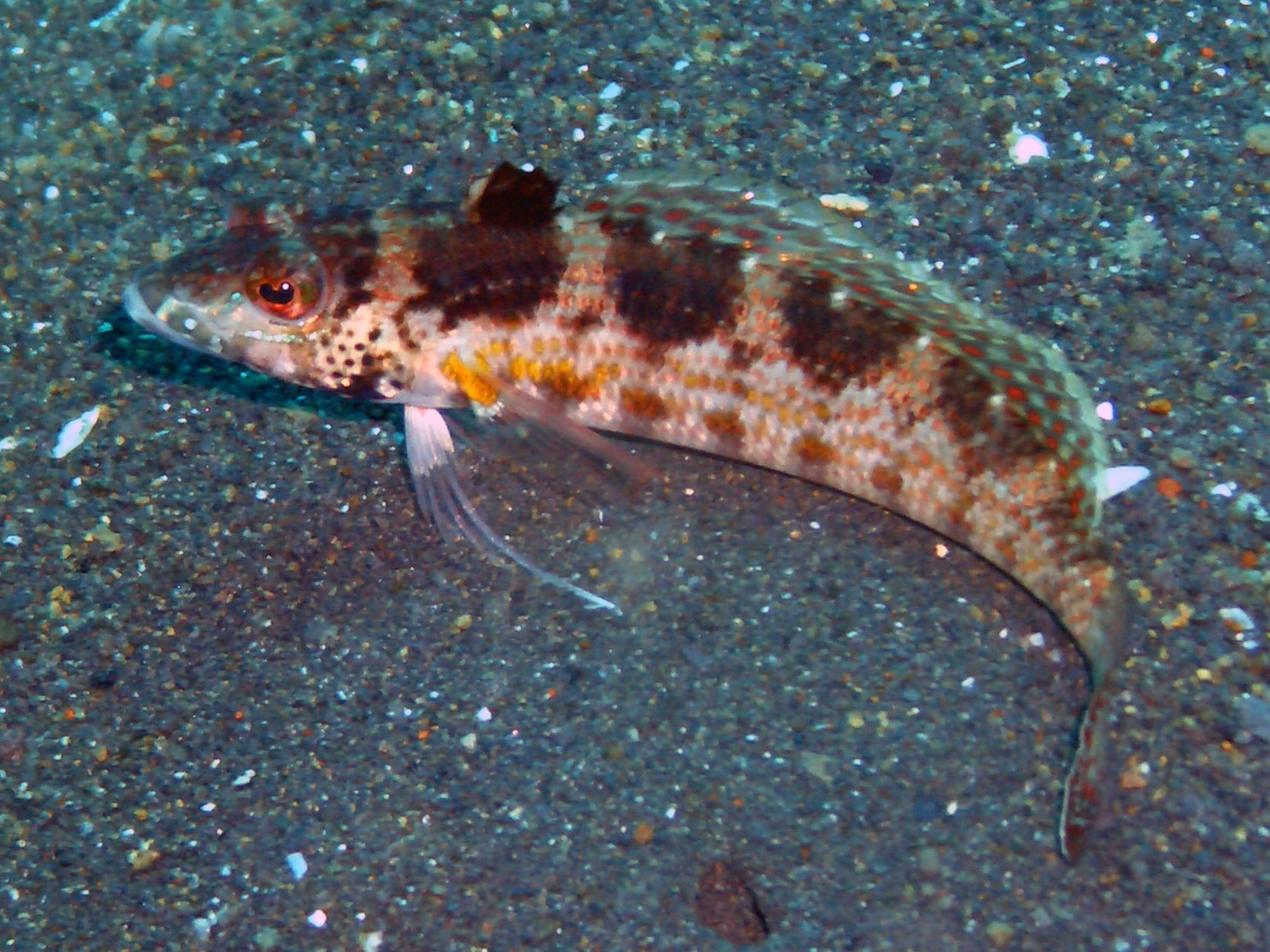
Parapercis snyderi

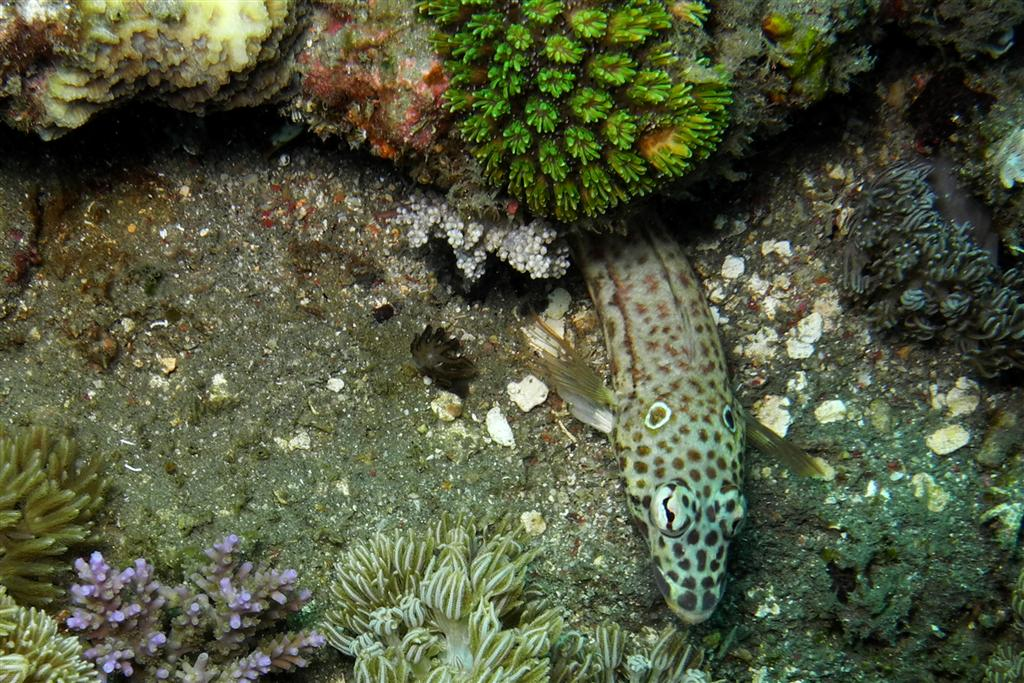
Parapercis clathrata fotografiat a Timor Oriental.

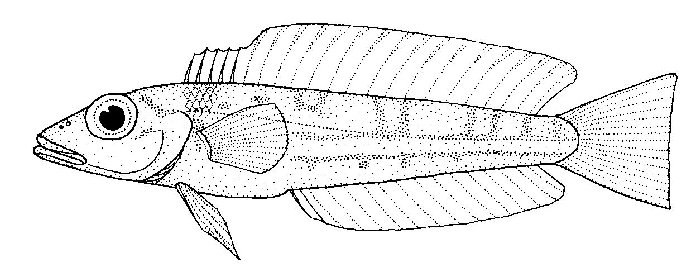
Parapercis gilliesii

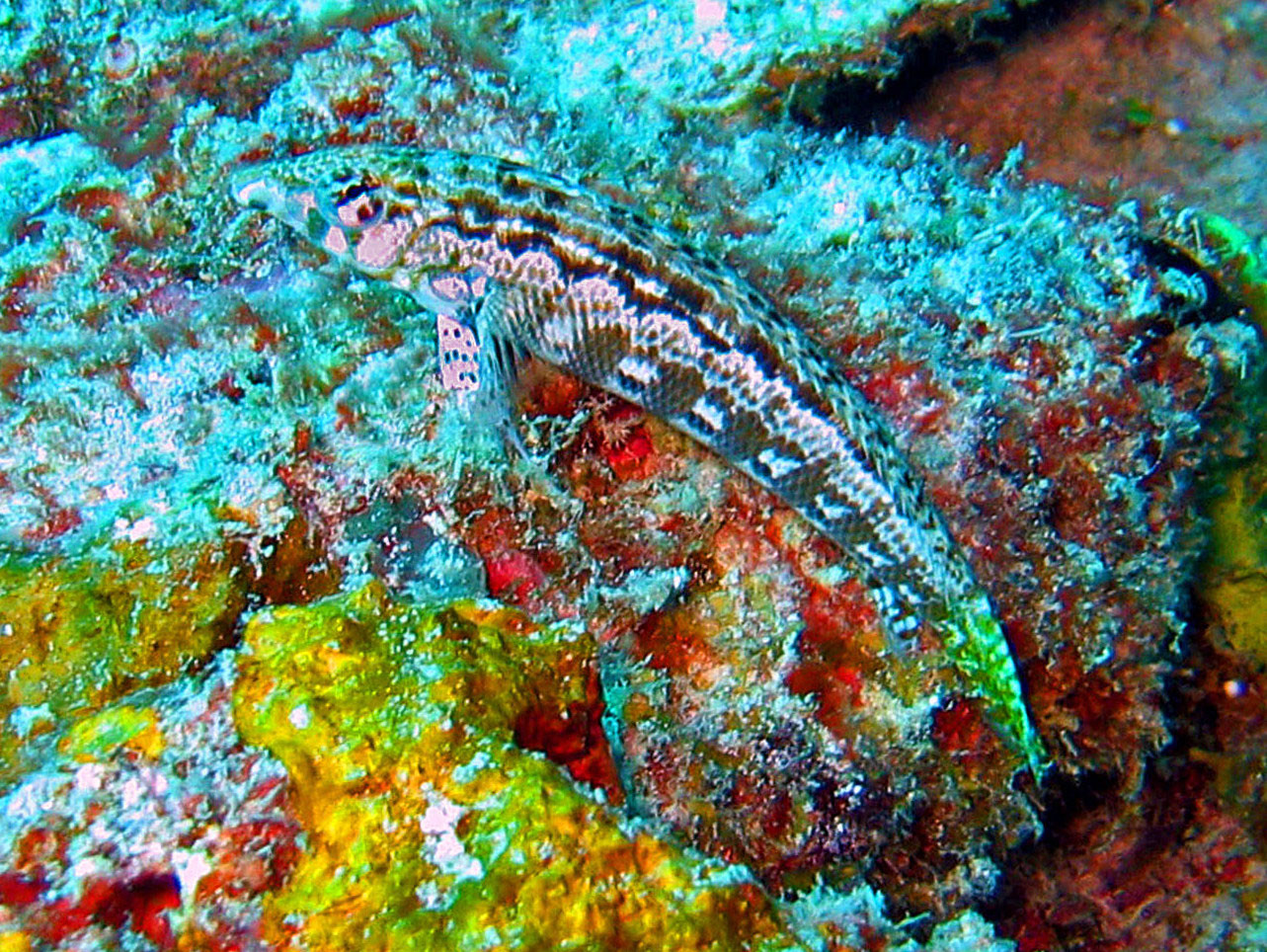
Parapercis cylindrica fotografiat a Sulawesi.

Parapercis és un gènere de peixos de la família dels pingüipèdids i de l'ordre dels perciformes.

## Distribució geogràfica
Es troba a l'Atlàntic sud-oriental, l'Atlàntic oriental (Cap Verd) i des del mar Roig i el golf Pèrsic fins a Sud-àfrica, Maurici, Reunió, les illes Seychelles, Moçambic, les illes Maldives, el Pakistan, l'Índia, Tailàndia, la Xina (com ara, Hainan), Taiwan, el Japó (incloent-hi les illes Ryukyu), la península de Corea, el Vietnam, les illes Filipines, Indonèsia, Papua Nova Guinea, les illes Salomó, Austràlia (incloent-hi la Gran Barrera de Corall, Tasmània, l'illa de Lord Howe i l'illa Norfolk), Nova Zelanda, Nova Caledònia, Tonga, les illes Marshall, Kiribati, Samoa, Fiji, Pitcairn, les illes Hawaii i l'arxipèlag Juan Fernández (Xile).

## Taxonomia
- Parapercis albipinna (Randall, 2008)[12]
- Parapercis alboguttata (Günther, 1872)[13]
- Parapercis allporti (Günther, 1876)[14]
- Parapercis atlantica (Vaillant, 1887)[15]
- Parapercis aurantiaca (Döderlein, 1884)[16]
- Parapercis australis (Randall, 2003)[17]
- Parapercis banoni (Randall & Yamakawa, 2006)[18]
- Parapercis basimaculata (Randall, Senou & Yoshino, 2008)[19]
- Parapercis bicoloripes (Prokofiev, 2010)[20]
- Parapercis binivirgata (Waite, 1904)[21]
- Parapercis biordinis (Allen, 1976)[22]
- Parapercis cephalopunctata (Seale, 1901)[23]
- Parapercis clathrata (Ogilby, 1910)[24]
- Parapercis colemani (Randall & Francis, 1993)[25]
- Parapercis colias (Forster, 1801)
- Parapercis compressa (Randall, 2008)[12]
- Parapercis cylindrica (Bloch, 1792)[26]
- Parapercis decemfasciata (Franz, 1910)[27]
- Parapercis diagonalis (Randall, 2008)[12]
- Parapercis diplospilus (Gomon, 1980)[28]
- Parapercis dockinsi (McCosker, 1971)[29]
- Parapercis elongata (Fourmanoir, 1967)[30]
- Parapercis filamentosa (Steindachner, 1878)[31]
- Parapercis flavescens (Fourmanoir & Rivaton, 1979)[32]
- Parapercis flavolabiata (Johnson, 2006)[33]
- Parapercis flavolineata (Randall, 2008)[12]
- Parapercis fuscolineata (Fourmanoir, 1985)[34]
- Parapercis gilliesii (Hutton, 1879)[35]
- Parapercis haackei (Steindachner, 1884)[36]
- Parapercis hexophtalma (Cuvier, 1829)[37]
- Parapercis kamoharai (Schultz, 1966)[38]
- Parapercis katoi (Randall, Senou & Yoshino, 2008)[19]
- Parapercis lata (Randall & McCosker, 2002)[39]
- Parapercis lineopunctata (Randall, 2003)[17]
- Parapercis lutevittata (Liao, Cheng & Shao, 2011)[40]
- Parapercis macrophthalma (Pietschmann, 1911)[41]
- Parapercis maculata (Bloch & Schneider, 1801)[42]
- Parapercis maritzi (Anderson, 1992)[43]
- Parapercis millepunctata (Günther, 1860)[44]
- Parapercis multifasciata (Döderlein, 1884)[16]
- Parapercis multiplicata (Randall, 1984)[45]
- Parapercis muronis (Tanaka, 1918)[46]
- Parapercis natator (Randall, Senou & Yoshino, 2008)[19]
- Parapercis nebulosa (Quoy & Gaimard, 1825)[47]
- Parapercis okamurai (Kamohara, 1960)[48]
- Parapercis ommatura (Jordan & Snyder, 1902)[49]
- Parapercis pacifica (Imamura & Yoshino, 2007)[50]
- Parapercis phenax (Randall & Yamakawa, 2006)[18]
- Parapercis pulchella (Temminck & Schlegel, 1843)
- Parapercis punctata (Cuvier, 1829)[37]
- Parapercis punctulata (Cuvier, 1829)[37]
- Parapercis quadrispinosa (Weber, 1913)
- Parapercis queenslandica (Imamura & Yoshino, 2007)[50]
- Parapercis ramsayi (Steindachner, F., 1900)[51]
- Parapercis randalli (Ho & Shao, 2010)[52]
- Parapercis robinsoni (Fowler, 1929)[53]
- Parapercis roseoviridis (Gilbert, 1905)[54]
- Parapercis rufa (Randall, 2001)[55]
- Parapercis schauinslandii (Steindachner, 1900)[56]
- Parapercis sexfasciata (Temminck & Schlegel, 1843)[57]
- Parapercis sexlorata (Johnson, 2006)[33]
- Parapercis shaoi (Randall, 2008)[12]
- Parapercis signata (Randall, 1984)[45]
- Parapercis simulata (Schultz, 1968)[58]
- Parapercis snyderi (Jordan & Starks, 1905)[59]
- Parapercis somaliensis (Schultz, 1968)[58]
- Parapercis stricticeps (De Vis, 1884)[60]
- Parapercis striolata (Weber, 1913)[61]
- Parapercis tetracantha (Lacépède, 1802)[62]
- Parapercis vittafrons (Randall, 2008)[12]
- Parapercis xanthogramma (Imamura & Yoshino, 2007)[50]
- Parapercis xanthozona (Bleeker, 1849)[63][9][10][64][65][66][67][68][69][70]

## Estat de conservació
Parapercis atlantica, Parapercis colias, Parapercis signata, Parapercis somaliensis, Parapercis striolata i Parapercis xanthozona apareixen a la Llista Vermella de la UICN.